# Кафер Осман Топчі
Кафер Осман Топчі (кримс. Cafer Osman Topçı; 10 жовтня 1921 — 16 жовтня 1944) — кримськотатарський офіцер Червоної армії під час Другої світової війни. Шість разів поранений, він неодноразово відзначився в бойових діях і двічі був представлений до звання Героя Радянського Союзу, але так і не отримав його.

## Раннє життя
Топчі народився в кримськотатарській родині в місті Бахчисарай (Крим), у 1921 році. Член комсомолу з 1937 року, у 1942 році вступив до Комуністичної партії. Після призову до лав Червоної армії у березні 1940 року до кінця свого життя він прослужив у війську.

## Друга світова війна
Воюючи на передовій проти німецького вторгнення в Радянський Союз з першого дня війни, він брав участь у бойових діях на Південно-Західному, Сталінградському, Донському, 3-му Українському та 2-му Українському фронтах. Вперше поранений у бою 3 вересня 1941 року, він невдовзі повернувся до бойових дій і приєднався до 610-го стрілецького полку після його формування у березні 1942 року. Там він швидко просунувся по службі, ставши командиром взводу кулеметників, а до 1943 року мав звання капітана та командував батальйоном у складі полку.
У ніч з 13 на 14 травня 1944 року він очолив наступальний штурм, який призвів до захоплення двох ліній окопів та ліквідації німецького плацдарму на цій ділянці річки Дністер у районі Дороцького. Пізніше, з 14 по 21 травня, вони зіткнулися зі шквалом німецьких контратак, які призвели до їх оточення, але Топчі відмовився відступати, незважаючи на відсутність постачання й підкріплень, і продовжував керувати своїм батальйоном у відбитті численних щоденних атак. Потім в ніч з 20 на 21 травня вони прорвали оточення, знищивши при цьому чотири протитанкові гармати, два бронетранспортери, шість автомобілів та близько 60 ворожих солдатів. Перед битвою він ретельно проінструктував своїх підлеглих щодо способів швидкого пересування у складній місцевості та вибору ідеальної вогневої позиції, чим викликав захоплення свого командира полку. За його вміле керівництво та винахідливість у бою він вперше був поданий на звання Героя Радянського Союзу; у нагородному листі також зазначалося, що він добровільно продовжував боротьбу, незважаючи на шість окремих поранень, що дозволили б йому бути звільненим від подальшої військової служби. Проте, він продовжував відзначатися у боях, очоливши успішну атаку на відступаючі ворожі сили в Угорщині, яка призвела до загибелі близько 200 солдатів країн Осі, захоплення десяти угорських офіцерів, а також захоплення великої кількості ворожої військової техніки, що складалася з приблизно 400 гвинтівок, 36 мінометів, 280 коней, шести автомобілів, трьох мотоциклів, серед іншого обладнання.
На підступах до річки Тиса він вступив у свій останній бій, під час якого очолив перехоплення ворожої колони, унаслідок чого було захоплено понад 200 ворожих солдатів і офіцерів, а також їхню техніку. Під час бою підрозділи його полку ненадовго потрапили в оточення, але, як завжди, Топчі відмовився відступати і бився на смерть, поки не прибуло підкріплення. Унаслідок бою він був смертельно поранений і помер 16 жовтня 1944 року. Згодом, 15 листопада 1944 року, він був номінований на звання Героя Радянського Союзу, але посмертно був відхилений і нагороджений орденом Вітчизняної війни 1-го ступеня. На початку 1944 року, перед тим, як загинути в бою, він дізнався про депортацію своєї сім'ї з Криму через те, що вони були кримськими татарами, з листа, і написав у відповідь, що, на його думку, сталася жахлива помилка, і висловив надію, що всі вони зможуть повернутися найближчим часом. Однак їм цього не судилося, оскільки після його загибелі в бою його сім'я залишилася на засланні в Узбекистані і не отримала повідомлення про його смерть аж до 1947 року.

## Нагороди
- Орден Червоного Прапора (23 липня 1944 р.)[2]
- Орден Олександра Невського (4 листопада 1944 р.)[11]
- Орден Вітчизняної війни І ступеня (31 грудня 1944 р.)[8]
- Орден Вітчизняної війни ІІ ступеня (24 вересня 1943 р.)[12]
- Медаль «За мужність» (28 вересня 1942 та 30 грудня 1942)[1][13]